# Juan Fernández (sjöfarare)

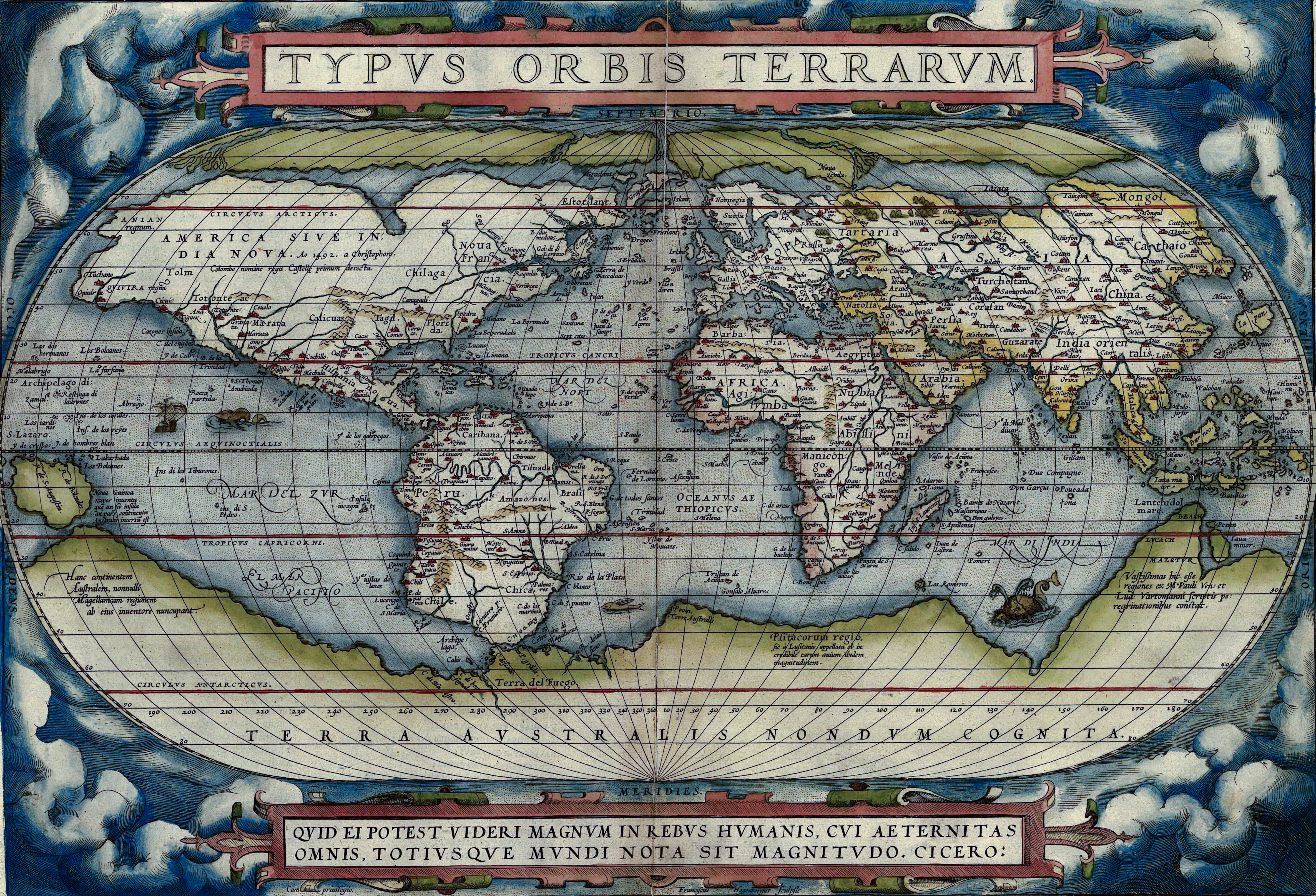
Världskarta från tiden kring 1570.

Juan Fernández, född cirka 1528–1536 i Cartagena, Murcia, Spanien, död cirka 1599–1604 i Santiago, Chile, var en spansk sjöfarare och upptäcktsresande som betraktas som upptäckaren av Juan Fernández-öarna och Desventuradasöarna i södra Stilla havet.

## Fernández tidiga liv
Inget är känt av Fernández tidiga liv, han har dock mönstrad på i den spanska flottan och hamnade sedermera i de spanska besittningarna i Peru.
Fernández genomförde 1563 en expedition från Callao i Peru till Valparaíso i Chile. Denna resa tog endast 30 dagar och gjorde honom känd som skicklig sjöfarare och gav honom smeknamnet "brujo" (trollkarl).

## Expeditionen till Stilla havet
Fernández genomförde troligen flera expeditioner i Stilla havet åren 1564 till 1574.
Juan Fernández-öarna upptäcktes troligen den 22 november 1574 och namngavs först "Isla Más A Tierra" (nuvarande Isla Robinson Crusoe), "Islote de Santa Clara" (nuvarande Isla Santa Clara) och "Isla Más Afuera" (nuvarande Isla Alejandro Selkirk).
Senare samma år upptäckter även San Ambrosioön och San Félixön bland Desventuradasöarna.

## Fernández senare liv
Enligt vissa historiker är det möjligt att Fernández även kan ha besökt Nya Zeeland kring 1576. Därefter finns ingen dokumentation om hans liv.